# Henry Bennet
Henry Bennet, 1.º Conde de Arlington KG, PC (Little Saxham, Suffolk, 1618 – Londres, 28 de julho de 1685) foi um estadista inglês.

## Juventude
Era filho de Sir John Bennet de Dawley, Middlesex, e de Dorothy Crofts. Foi o irmão mais novo de John Bennet, 1.º Barão de Ossulston; sua irmã era Elizabeth Bennet que se casou com Robert Kerr, 3.º Baronete de Kerr. Foi batizado em Little Saxham, Suffolk, em 1618, e foi educado na Westminster School e Christ Church, em Oxford. Ganhou alguma distinção como estudioso e poeta, e foi inicialmente orientado para a vida religiosa. Em 1643, foi secretário de Lorde Digby, em Oxford, e foi empregado como mensageiro entre a rainha e James Butler, o duque de Ormonde, na Irlanda.
Posteriormente, lutou em favor do rei, e recebeu um ferimento no nariz durante uma escaramuça em Andover, Hampshire em 1644. A cicatriz resultante dessa ferida era tão significativa, que Bennet passou a cobri-la com uma massa preta feita de gesso. Após a derrota da causa real, viajou pela França e Itália, juntou-se à família real no exílio em 1650, e em 1654 tornou-se secretário oficial de Jaime por recomendação de Carlos II, que já havia sido cativado pelo seu "agradável humor". Foi dito por alguns de ter sido o pai de um filho ilegítimo com Lucy Walter.

## Título de nobreza
Em março de 1657, recebeu o título de cavaleiro, e no mesmo ano foi enviado como agente de Carlos II para Madri, onde permaneceu, esforçando-se para obter ajuda para a causa real, até depois da Restauração. Em seu retorno à Inglaterra em 1661, foi feito guardião da bolsa privada, uma espécie de tesoureiro responsável pelas despesas da corte do monarca inglês, e se tornou o primeiro favorito. Uma de suas funções era a aquisição e a gestão das amantes reais, trabalho que desempenhou com sucesso e lhe trouxe grande crédito. Aliando-se a Lady Castlemaine, incentivou a antipatia de Carlos por Edward Hyde, 1.º Conde de Clarendon; e ele foi feito secretário de Estado em outubro de 1662, apesar da oposição de Clarendon, que teve de conceder-lhe um assento no parlamento. Foi representante de Callington, na Cornualha, de 1661 até 1665, mas parece nunca ter participado de debates.
Atuou, posteriormente, nos comitês para explicar a Lei irlandesa de colonização e por Tânger. Em 1663, obteve o título de nobreza de Barão de Arlington, ou Harlington, em Middlesex, e em 1667 foi nomeado um dos postmasters-gerais. O controle dos assuntos externos foi confiado a ele, e Arlington foi o principal responsável pelo ataque contra a frota de Esmirna e pela Segunda Guerra Anglo-Holandesa, durante a qual, ironicamente, se casou com a bela holandesa Elisabeth van Nassau-Beverweert (28 de dezembro de 1633 - 18 de janeiro de 1718) em março de 1665. Elisabeth era filha de Luís de Nassau, Lorde de De Lek e Beverweerd, filho bastardo do estatuder Maurício, príncipe de Orange. Em 1665, ele aconselhou Carlos a conceder a liberdade de consciência, mas isso era apenas uma concessão para arrecadar dinheiro durante a guerra; e demonstrou grande disposição mais tarde, em oprimir os não conformistas.

## A morte de Thomas Wriothesley
Com a morte de Thomas Wriothesley, 4.º Conde de Southampton, cuja administração ele atacou, ambicionou obter o cargo de tesoureiro, mas não conseguiu, e com a queda de Edward Hyde, 1.º Conde de Clarendon, contra quem havia feito intrigas, apesar de se tornar um membro do Ministério Cabal (grupo de altos conselheiros do rei Carlos II), não adquiriu a influência suprema que tanto almejava; George Villiers, 2.º Duque de Buckingham compartilhou com ele o favoritismo real, e logo o superou. Surgiu então contra Buckingham uma rivalidade acentuada, e eles só uniam forças quando se esforçavam para trazer alguma medida que pudesse prejudicar alguém, como no caso da ruína do grande James Butler, 1.º Duque de Ormonde, que era um adversário da sua política e de seus esquemas. Outro objeto de ciúme de Arlington era Sir William Temple, que conquistou um grande sucesso popular pela conclusão da Tríplice Aliança em 1668; Arlington se esforçou para que ele fosse transferido para Madri, e estimulou os planos de Carlos para destruir toda a política incorporada no tratado, e fazer um acordo com a França. Ele não aceitou uma propina de Luís XIV, mas permitiu que sua esposa aceitasse um presente de 10 000 coroas; em 1670 foi o único ministro, além do católico Thomas Clifford, a quem o primeiro secreto tratado de Dover (maio de 1670) foi confiado, no qual uma cláusula previa a conversão de Carlos ao catolicismo; e foi o principal ator na decepção que recaiu sobre o restante do conselho.

## Opiniões pessoais
Arlington apoiou várias outras medidas - o esquema para tornar o poder do rei absoluto pela força das armas; a "parada do Tesouro", envolvendo um repúdio da dívida do Estado em 1672; e o Declaração Real de Indulgência no mesmo ano, "para que possamos manter tudo tranquilo em casa, enquanto estamos ocupados no exterior." Em 22 de abril de 1672 recebeu o título de conde, e em 15 de junho obteve a Ordem da Jarreteira; no mesmo mês acompanhou George Villiers em uma missão, primeiramente a mando de Guilherme em Haia e, posteriormente, por ordem de Luís em Utrecht, esforçando-se para firmar um acordo com os termos de paz holandeses que foram recusados, e acabaram por dar início à Terceira Guerra Anglo-Holandesa. Mas o apoio de Arlington à política da corte esteve totalmente subordinado aos interesses pessoais; e após a nomeação de Clifford em novembro 1672 para o cargo de tesoureiro, seu ciúme e mortificação, juntamente com o seu alarde à oposição violenta despertada no parlamento, o levou a mudar de lado.

### Declaração de indulgência
Ele aconselhou Carlos II em março de 1673 a submeter a legalidade da declaração de indulgência para a Câmara dos Lordes, e apoiou o Ato de Prova do mesmo ano, o que obrigou Clifford a demitir-se. Arlington se uniu ao partido holandês, e, a fim de fazer as pazes com seus novos aliados, revelou o tratado secreto de Dover aos leais protestantes Ormonde e Shaftesbury. Arlington tinha, no entanto, perdido a confiança de todos os partidos, e esses esforços para adquirir apoio resultou em pouco sucesso. Em 15 de janeiro de 1674, Arlington foi cassado pelos Comuns, sob a acusação de "papismo", corrupção e de traição de sua confiança - Buckingham em sua própria defesa tinha-o acusado um dia antes de ser o principal instigador da política francesa e anti-protestante, do esquema de governar por acordos. Mas o moção para a sua remoção, ocorreu principalmente devido a má influência de seu cunhado, o popular Lorde Ossory, foi rejeitada por 166 votos contra 127. Sua fuga não poderia, porém, impedir sua queda, e ele renunciou ao secretariado em 11 de setembro 1674, sendo nomeado o Lord Chamberlain para ocupar seu lugar. Em 1675, ele fez outra tentativa de ganhar a simpatia do parlamento, apoiando medidas contra a França e contra os católicos, e se juntou à pressão feita sobre Carlos para remover Jaime da corte. Em novembro, integrou uma missão enviada até Haia, com o objetivo popular de celebrar uma paz e de concluir uma aliança com Guilherme e a filha de Jaime, Maria. Nisto ele falhou totalmente, e  voltou para casa completamente desacreditado.

### Tesouraria
Arlington mais uma vez teve frustrada sua intenção de ocupar o cargo de tesoureiro quando Thomas Osborne, 1.º Duque de Leeds sucedeu Clifford; Carlos II declarou "que ele tinha muito carinho por ele para deixá-lo ocupar um cargo para o qual não estava apto". Suas intrigas com pessoas descontentes no parlamento a fim de gerar uma oposição ao seu rival bem sucedido não deu em nada. A partir deste momento, embora continuasse a frequentar a corte, não possuía mais qualquer influência, e era tratado com pouco respeito. Era comum ridicularizarem a sua pessoa e comportamento, e tornou-se uma brincadeira "algum cortesão colocar uma mancha negra no seu nariz e pavonear com um bastão branco em uma mão, a fim de fazer o rei rir às suas custas". Foi nomeado um dos comissários do tesouro em março de 1679, incluído no mesmo ano como integrante do novo conselho modelado de Sir William Temple, e membro do gabinete interno que foi imediatamente formado. Em 1681 foi nomeado lorde-tenente de Suffolk. Morreu em 28 de julho de 1685, e foi sepultado em Euston, onde tinha comprado uma grande propriedade e tinha realizado construções no local. Sua residência em Londres era a Arlington House, construída quando a Goring House pegou fogo, no local onde acabou por ser construído o Palácio de Buckingham.

## Caráter
Arlington foi um estadista típico da Restauração, possuía exteriormente uma personalidade atraente, e de acordo com Sir William Temple "as maiores habilidades da corte e o melhor da arte da conversa particular", mas completamente sem escrúpulos e egoísta, sem uma centelha de patriotismo, infiel, mesmo para uma boa causa, e se utilizava de um cargo público apenas como um meio de obter prazer e proveito. Seu conhecimento dos assuntos externos e das línguas estrangeiras, adquirido durante a sua residência no exterior, era considerável, mas o tempo passado fora da Inglaterra também lhe ensinou uma indiferença cosmopolita às constituições e às religiões, e um desrespeito negligente pela opinião pública inglesa e os interesses do país. De acordo com Clarendon, "Ele sabia menos da constituição e das leis da Inglaterra do que da China, nem tinha, na verdade, um cuidado ou sensibilidade para com a Igreja e o Estado, mas acreditava que a França era o melhor padrão do mundo". Foi um dos principais promotores da tentativa de reintroduzir um governo arbitrário na Inglaterra, nos moldes do francês, não porque ele imaginava uma monarquia absolutista essencial para o bem-estar e a segurança do Estado, mas porque em tal administração os favoritos de um rei gozavam de muitos privilégios e lucros do que sob um governo constitucional. Assim como Carlos II, ele era famoso por suas perfeitas boas maneiras; Clarendon escreveu com amargura que isso muitas vezes criava uma ilusão de amizade, da qual era incapaz. Por outro lado, em uma corte, famosa pela liberdade sexual, ele tinha a reputação de ser um bom e fiel marido.

### Crenças religiosas
Do mesmo caráter egoísta era a sua religião, para que a sua atitude fosse semelhante ao do próprio Carlos II. Foi dito que ele induziu o rei ao catolicismo. Antes da Restauração participou de missas com o rei no exterior, e em uma petição ao Lorde Bristol tinha incitou Carlos a declarar publicamente sua conversão, a fim de obter o auxílio longamente esperado de potências estrangeiras. Como o rei continuou a professar e a praticar o protestantismo, ele gastou grandes somas em dinheiro na restauração da igreja de Euston.

## Galeria

Membros do Ministério Cabal
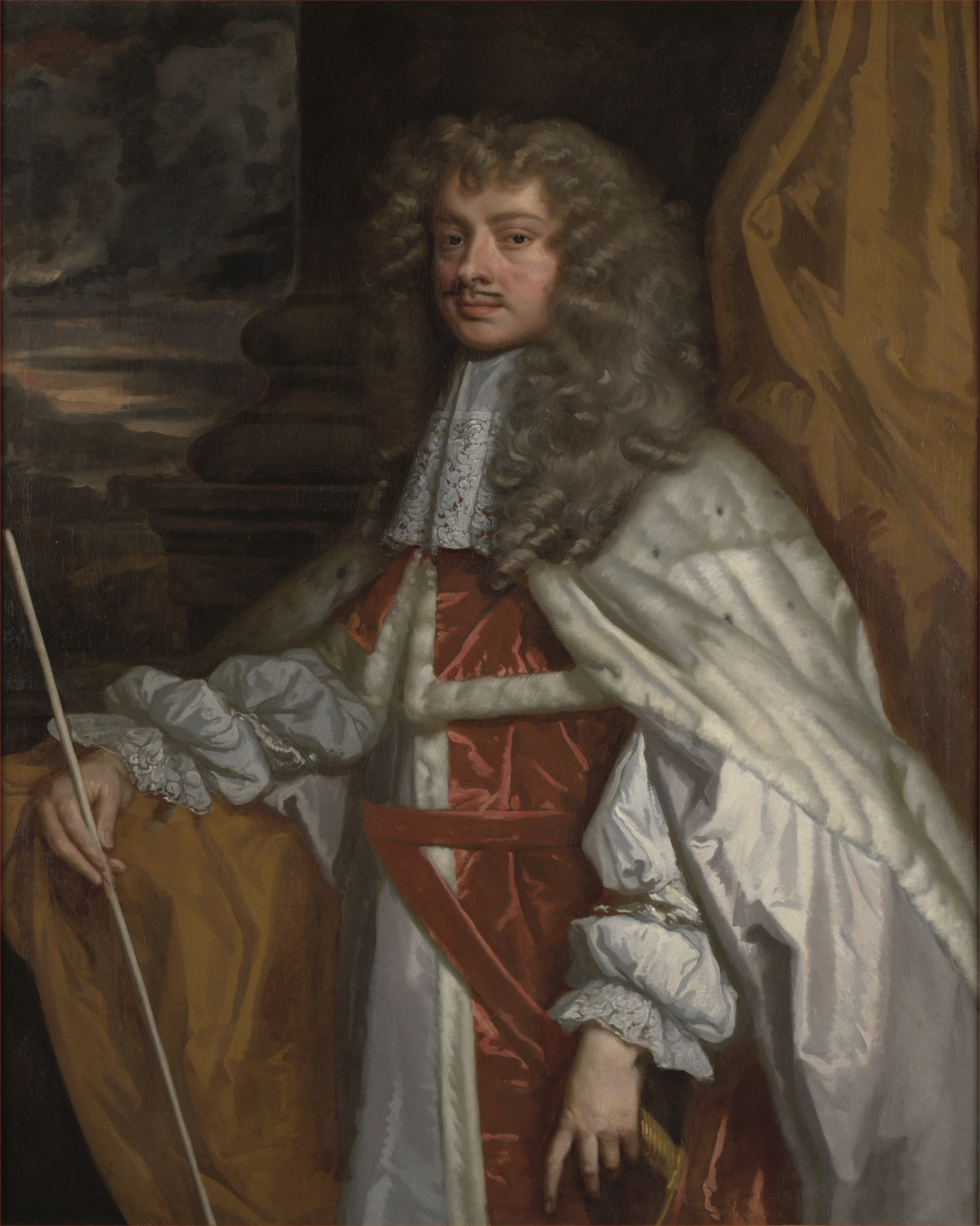
Thomas Clifford, 1.º Barão Clifford de Chudleigh (1630-1673).
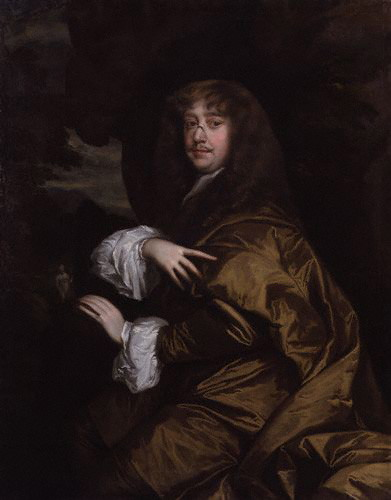
Henry Bennet, 1.º Conde de Arlington (1618-1685).
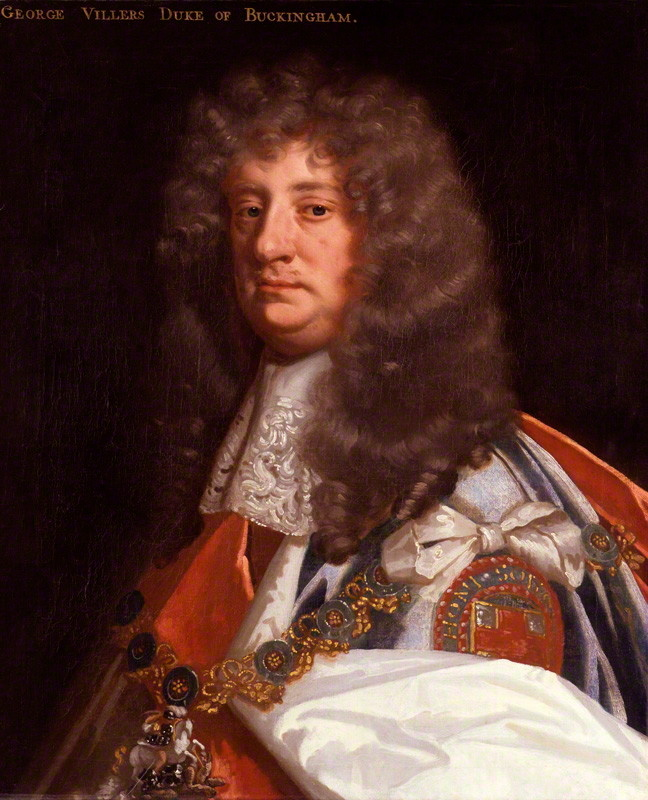
George Villiers, 2.º Duque de Buckingham (1628-1687).
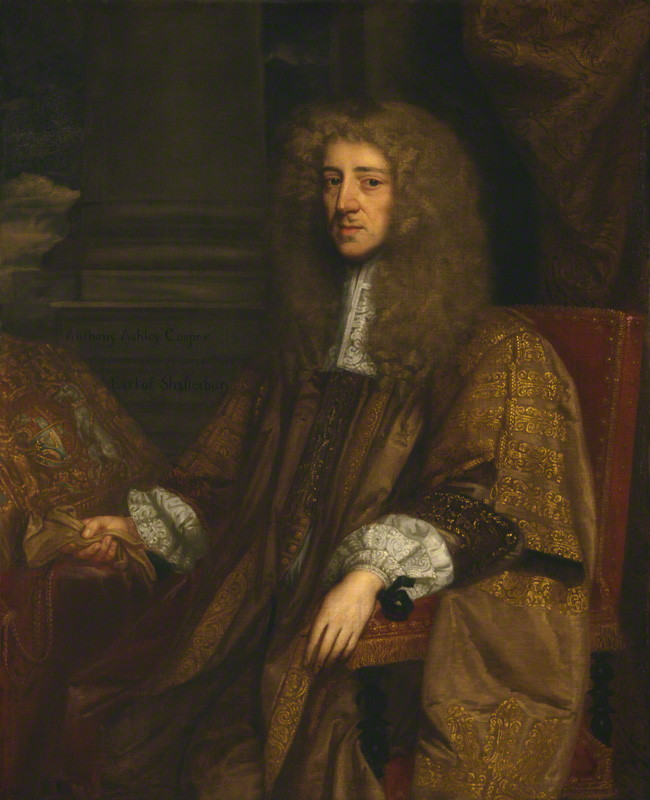
Anthony Ashley-Cooper, 1.º Barão Ashley de Wimborne St Giles (1621-1683).
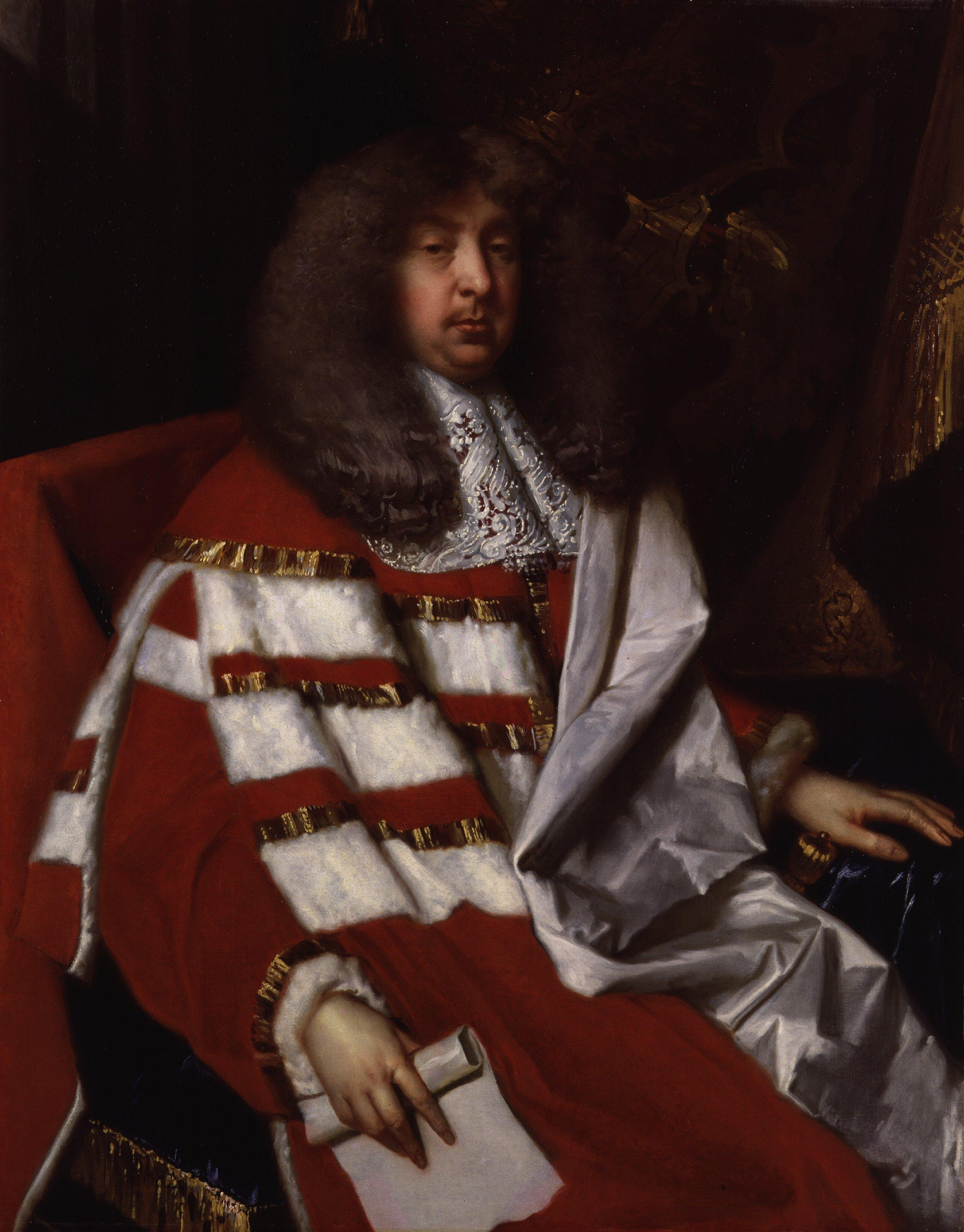
John Maitland, 1.º Duque de Lauderdale (1616-1682).